# Nogaï (langue)
Cet article concerne la langue nogaï. Pour le chef mongol, voir Nogaï. Pour le peuple nogaï, voir Nogaïs.
Le nogaï ou nogay est une langue turque parlée par les Nogaïs ou Nogay(s), un peuple essentiellement installé dans la république du Daghestan en Ciscaucasie.
Ils tirent leur nom du prince Nogaï, arrière-petit-fils de Gengis Khan et personnalité importante parmi les Mongols de Russie à la fin du XIIIe siècle.